# Liste der Kulturdenkmale in Südharz
In der Liste der Kulturdenkmale in Südharz sind alle Kulturdenkmale der Gemeinde Südharz und ihrer Ortsteile aufgelistet. Grundlage ist das Denkmalverzeichnis des Landes Sachsen-Anhalt, das auf Basis des Denkmalschutzgesetzes des Landes Sachsen-Anhalt vom 21. Oktober 1991 durch das Landesamt für Denkmalpflege und Archäologie Sachsen-Anhalt erstellt und seither laufend ergänzt wurde (Stand: 31. Dezember 2023).

## Kulturdenkmale nach Ortsteilen

### Auerberg
| Lage                | Bezeichnung                     | Beschreibung                                                  | Erfassungs- nummer | Ausweisungsart | Bild                    |
| ------------------- | ------------------------------- | ------------------------------------------------------------- | ------------------ | -------------- | ----------------------- |
| Josephshöhe (Karte) | Josephskreuz                    | Aussichtsturm                                                 | 094 83937          | Baudenkmal     | Weitere Bilder          |
| Auerberg (Karte)    | Forsthaus Auerberg              | Forsthaus aus der Zeit um 1840, heute als Gaststätte genutzt. | 094 83936          | Baudenkmal     | Forsthaus Auerberg      |
| Josephshöhe (Karte) | Bergstüb’l Josephskreuz         | Ausflugsgaststätte von 1834 auf der Josephshöhe               | 094 83938          | Baudenkmal     | Bergstüb’l Josephskreuz |
| Auerberg (Karte)    | Wegweiser am Forsthaus Auerberg | Wegweiser aus Kunstguss                                       | 094 83935          | Kleindenkmal   | Weitere Bilder          |

### Bennungen
| Lage | Bezeichnung                          | Beschreibung                                                                                  | Erfassungs- nummer | Ausweisungsart | Bild                                 |
| --- | ------------------------------------ | --------------------------------------------------------------------------------------------- | ------------------ | -------------- | ------------------------------------ |
| circa 2 km östlich der Ortslage an einem nach Hohlstedt führenden Feldweg in der Nähe der Einmündungen des sogenannten Jägertals (Karte)                                                                   | Jägerkreuz                           | Gedenkstein                                                                                   | 094 84495          | Kleindenkmal   | BW                                   |
| Breite Straße 23 (Karte) | Bauernhof Breite Straße 23           | Bauernhof in Fachwerkbauweise errichtetes Gehöft aus dem späten 18. Jahrhundert               | 094 83383          | Baudenkmal     | Bauernhof Breite Straße 23           |
| Breite Straße 3, 4, 5, 6, 7, 8, 9, 10, 11, 12, 13, 14, 15, 16, 17, 18, 19, 20, 21, 22, 23, 130, 133, 134, 135, 136, 137, 138, 144, 145, 146, 147, 148, 149, 150, 151, 152, 153, 154, 155, 170, 174 (Karte) | Anger                                |                                                                                               | 094 83382          | Denkmalbereich | Anger                                |
| Halle-Kasseler-Straße 188, ehemals Hallesche Straße 188 (Karte) | Villa Halle-Kasseler-Straße 188      | Villa Jugendstil-Villa aus dem Jahr 1905                                                      | 094 83384          | Baudenkmal     | Villa Halle-Kasseler-Straße 188      |
| Halle-Kasseler-Straße 212, ehemals Hallesche Straße 212 (Karte) | Gasthof Zum Goldenen Löwen           | Gasthof in Fachwerkbauweise errichteter Gasthof vom Ende des 18., Anfang des 19. Jahrhunderts | 094 83385          | Baudenkmal     | Gasthof Zum Goldenen Löwen           |
| Halle-Kasseler-Straße 213, ehemals Hallesche Straße 213 (Karte) | Wohnhaus Halle-Kasseler-Straße 213   | Wohnhaus in Fachwerkbauweise aus der Zeit um 1750                                             | 094 83386          | Baudenkmal     | Wohnhaus Halle-Kasseler-Straße 213   |
| Halle-Kasseler-Straße 215, ehemals Hallesche Straße 215 (Karte) | Herrenhaus Bennungen                 | Herrenhaus im Stil des Klassizismus aus der Zeit um 1820/1830                                 | 094 83387          | Baudenkmal     | Herrenhaus Bennungen                 |
| Halle-Kasseler-Straße, ehemals Hallesche Straße 233 (Karte) | Eisenhüttenmühle                     | ehemalige Wassermühle aus dem 17. Jahrhundert                                                 | 094 83388          | Baudenkmal     | Eisenhüttenmühle                     |
| Hinter dem Dorfgraben (Karte) | Kriegerdenkmal Bennungen             | Kriegerdenkmal, 2019 als Denkmal ausgewiesen.                                                 | 107 40157          |                | BW                                   |
| Hospitalstraße 2 (Karte) | Hospital zur Heiligen Dreifaltigkeit | ehemaliges Hospital aus dem Jahr 1748                                                         | 094 83389          | Baudenkmal     | Hospital zur Heiligen Dreifaltigkeit |
| Kirchplatz (Karte) | Sankt-Johannes-Kirche                | Kirche                                                                                        | 094 83392          | Baudenkmal     | Weitere Bilder                       |
| Kirchplatz 71 (Karte) | Birkenhof                            | Wohnhaus aus Bruchsteinen und Fachwerk aus der Zeit um 1786                                   | 094 83390          | Baudenkmal     | Birkenhof                            |
| Kirchplatz 72 (Karte) | Pfarrhof                             |                                                                                               | 094 83391          | Baudenkmal     | Pfarrhof                             |
| Mühlgasse 99 (Karte) | Dorfmühle                            | in Fachwerkbauweise errichtete Wassermühle aus der Zeit um 1729 bis 1737                      | 094 83395          | Baudenkmal     | Dorfmühle                            |
| Mühlgasse 103 (Karte) | Rittergut                            |                                                                                               | 094 83394          | Baudenkmal     | Rittergut                            |
| Mühlgasse 126 (Karte) | Alte Schule                          | barockes Bruchsteingebäude                                                                    | 094 83393          | Baudenkmal     | Alte Schule                          |
| Neuendorf 61, ehemals Neudorfstraße 61 (Karte) | Bauernhof Neuendorf 61               | als Dreiseitenhof errichteter Bauernhof aus der Zeit zwischen 1800 und 1820                   | 094 83396          | Baudenkmal     | Bauernhof Neuendorf 61               |
| Steingasse 117 (Karte) | Wohnhaus Steingasse 117              | zum Teil in Fachwerkbauweise errichtetes Wohnhaus aus der ersten Hälfte des 19. Jahrhunderts  | 094 83397          | Baudenkmal     | Wohnhaus Steingasse 117              |
| Steingasse 124 (Karte) | Bauernhof Steingasse 124             | Dreiseitenhof aus der Zeit um 1820                                                            | 094 83398          | Baudenkmal     | Bauernhof Steingasse 124             |

### Breitenstein
| Lage                                 | Bezeichnung           | Beschreibung                             | Erfassungs- nummer | Ausweisungsart | Bild           |
| ------------------------------------ | --------------------- | ---------------------------------------- | ------------------ | -------------- | -------------- |
| (Karte)                              | Gedenkstein           | Gedenkstein 2020 als Denkmal eingetragen | 107 40164          | Kleindenkmal   | BW             |
| Hauptstraße 64 (Karte)               | Wohnhaus              |                                          | 094 84220          | Baudenkmal     | BW             |
| Hauptstraße 65 (Karte)               | Schule                |                                          | 094 84221          | Baudenkmal     | BW             |
| Oberdorf 27 (Karte)                  | Bauernhof             |                                          | 094 84222          | Baudenkmal     | BW             |
| Oberdorf 28 (Karte)                  | Wohnhaus              |                                          | 094 84223          | Baudenkmal     | BW             |
| Platz der Einheit (Karte)            | Kirche St. Margaretha |                                          | 094 84224          | Baudenkmal     | Weitere Bilder |
| Platz der Einheit (Karte)            | Bauernstein           |                                          | 094 84225          | Kleindenkmal   | BW             |
| Platz der Einheit 13 (Karte)         | Schule                |                                          | 094 84227          | Baudenkmal     | BW             |
| Platz der Einheit 16, 17, 18 (Karte) | Häusergruppe          |                                          | 094 84228          | Denkmalbereich | BW             |
| Platz der Einheit 18 (Karte)         | Wohnhaus              |                                          | 094 84229          | Baudenkmal     | BW             |
| Unterdorf 4 (Karte)                  | Pfarrhaus             |                                          | 094 84230          | Baudenkmal     | Pfarrhaus      |
| Unterdorf 138, 139, 140 (Karte)      | Häusergruppe          |                                          | 094 84231          | Denkmalbereich | BW             |
| Unterdorf 142 (Karte)                | Wohnhaus              |                                          | 094 84232          | Baudenkmal     | BW             |
| Unterdorf 149 (Karte)                | Wohnhaus              |                                          | 094 84233          | Baudenkmal     | BW             |

### Breitungen
| Lage                                                               | Bezeichnung         | Beschreibung                                                      | Erfassungs- nummer | Ausweisungsart | Bild                |
| ------------------------------------------------------------------ | ------------------- | ----------------------------------------------------------------- | ------------------ | -------------- | ------------------- |
| Alter Weg 57 (Karte)                                               | Bauernhof           |                                                                   | 094 83358          | Baudenkmal     | BW                  |
| Alter Weg 91 (Karte)                                               | Bauernhof           |                                                                   | 094 83359          | Baudenkmal     | BW                  |
| Alter Weg 97 (Karte)                                               | Wohnhaus            | drei Gebäude in Reihe nebeneinander                               | 094 83380          | Baudenkmal     | BW                  |
| Dorfplatz 1, 1a, 50 (Karte)                                        | Platz               |                                                                   | 094 83360          | Denkmalbereich | Platz               |
| Kirchberg 122 (Karte)                                              | Wohnhaus            |                                                                   | 094 83361          | Baudenkmal     | BW                  |
| Kirchberg 151 (Karte)                                              | Wohnhaus            |                                                                   | 094 83362          | Baudenkmal     | BW                  |
| Oberdorf (Karte)                                                   | Sankt-Arnold-Kirche | Kirche                                                            | 094 83364          | Baudenkmal     | Sankt-Arnold-Kirche |
| Oberdorf 16, 17 (Karte)                                            | Häusergruppe        |                                                                   | 094 83369          | Denkmalbereich | BW                  |
| Oberdorf 2, 3, 48, 49 (Karte)                                      | Straßenzug          |                                                                   | 094 83365          | Denkmalbereich | BW                  |
| Oberdorf 25 (Karte)                                                | Bauernhof           |                                                                   | 094 83371          | Baudenkmal     | BW                  |
| Oberdorf 25, 32, 33, 34, 35, 36, 38 (Karte)                        | Straßenzug          |                                                                   | 094 83370          | Denkmalbereich | BW                  |
| Oberdorf 44 (Karte)                                                | Rittergut           | Rittergut Breitungen                                              | 094 83363          | Baudenkmal     | BW                  |
| Oberdorf 48 (Karte)                                                | Bauernhof           | Busch´scher Hof                                                   | 094 83366          | Baudenkmal     | BW                  |
| Oberdorf 8, 9, 10, 45 (Karte)                                      | Straßenzug          |                                                                   | 094 83367          | Denkmalbereich | BW                  |
| Obere Gasse 88 (Karte)                                             | Bauernhof           |                                                                   | 094 83372          | Baudenkmal     | BW                  |
| Schanze 58 (Karte)                                                 | Bauernhof           |                                                                   | 094 83373          | Baudenkmal     | BW                  |
| Schanze 61 (Karte)                                                 | Forsthof            |                                                                   | 094 83374          | Baudenkmal     | BW                  |
| Schanze 62 (Karte)                                                 | Wohnhaus            |                                                                   | 094 83379          | Baudenkmal     | BW                  |
| Unterdorf 137, 138, 141 (Karte)                                    | Straßenzug          |                                                                   | 094 83375          | Denkmalbereich | BW                  |
| Zechenhaus, am Straßenrand, Ortseingang aus Richtung Roßla (Karte) | Trog                | aus Sandstein gefertigter Löschtrog, 2017 als Denkmal ausgewiesen | 107 05083          | Kleindenkmal   | BW                  |
| Zechenhaus, am Straßenrand, Ortseingang aus Richtung Roßla (Karte) | Grenzstein          | Grenzstein Nummer 21, 2017 als Denkmal ausgewiesen                | 107 05084          | Kleindenkmal   | BW                  |

### Dietersdorf
| Lage                                                                            | Bezeichnung         | Beschreibung                                  | Erfassungs- nummer | Ausweisungsart | Bild           |
| ------------------------------------------------------------------------------- | ------------------- | --------------------------------------------- | ------------------ | -------------- | -------------- |
| ca. 5 km südlich der Ortslage im Wald, Nähe Forsthaus Schwiederschwende (Karte) | Denkmal             | Wolfsdenkmal                                  | 094 84376          | Baudenkmal     | BW             |
| L 234 ca. 4 km südlich der Ortslage Dietersdorf, 51.523966, (Karte)             | Jagdhaus            | Jagdschloss, auch Forsthaus Schwiederschwende | 094 84375          | Baudenkmal     | BW             |
| Oberdorfstraße (Karte)                                                          | Forstamt            |                                               | 094 84373          | Baudenkmal     | BW             |
| Oberdorfstraße (Karte)                                                          | Kirche Zum Hl. Grab |                                               | 094 84369          | Baudenkmal     | Weitere Bilder |
| Oberdorfstraße 12 (Karte)                                                       | Wohnhaus            |                                               | 094 84372          | Baudenkmal     | Wohnhaus       |
| Oberdorfstraße 23 (Karte)                                                       | Schule              |                                               | 094 84371          | Baudenkmal     | BW             |
| Oberdorfstraße 24 (Karte)                                                       | Pfarrhof            |                                               | 094 84370          | Baudenkmal     | Pfarrhof       |
| Unterstraße 72 (Karte)                                                          | Wohnhaus            |                                               | 094 84374          | Baudenkmal     | BW             |

### Dittichenrode
| Lage                          | Bezeichnung         | Beschreibung | Erfassungs- nummer | Ausweisungsart | Bild                |
| ----------------------------- | ------------------- | ------------ | ------------------ | -------------- | ------------------- |
| Dorfstraße östlich der Kirche | Keller              |              | 094 81699          | Baudenkmal     |                     |
| Dorfstraße 35 (Karte)         | St. Marien und Anna | Kirche       | 094 81696          | Baudenkmal     | St. Marien und Anna |
| Dorfstraße 3 (Karte)          | Wohnhaus            |              | 094 81701          | Baudenkmal     | BW                  |
| Dorfstraße 10 (Karte)         | Pfarrhaus           |              | 094 81700          | Baudenkmal     | BW                  |
| Dorfstraße 19 (Karte)         | Wohnhaus            |              | 094 81697          | Baudenkmal     | BW                  |
| Dorfstraße 34 (Karte)         | Gasthof             | 4 Gebäude    | 094 81702          | Baudenkmal     | BW                  |

### Drebsdorf
| Lage                           | Bezeichnung    | Beschreibung        | Erfassungs- nummer | Ausweisungsart | Bild      |
| ------------------------------ | -------------- | ------------------- | ------------------ | -------------- | --------- |
| Dorfstraße (Karte)             | Kirche         |                     | 094 81687          | Baudenkmal     | Kirche    |
| Dorfstraße im Friedhof (Karte) | Kriegerdenkmal |                     | 094 81688          | Baudenkmal     | BW        |
| Dorfstraße 30 (Karte)          | Schäferei      |                     | 094 81686          | Baudenkmal     | BW        |
| Dorfstraße 1 (Karte)           | Wohnhaus       | Bauernhof           | 094 81678          | Baudenkmal     | BW        |
| Dorfstraße 3 (Karte)           | Pfarrhaus      |                     | 094 81679          | Baudenkmal     | Pfarrhaus |
| Dorfstraße 29 (Karte)          | Bauernhof      | rechts neben Nr. 27 | 094 81684          | Baudenkmal     | BW        |
| Dorfstraße 35 (Karte)          | Gutshof        |                     | 094 81018          | Baudenkmal     | Gutshof   |
| Dorfstraße 40 (Karte)          | Gasthof        |                     | 094 81680          | Baudenkmal     | Gasthof   |
| Dorfstraße 43 (Karte)          | Bauernhof      |                     | 094 81681          | Baudenkmal     | BW        |

### Hainrode
| Lage                                 | Bezeichnung             | Beschreibung                                  | Erfassungs- nummer | Ausweisungsart | Bild                    |
| ------------------------------------ | ----------------------- | --------------------------------------------- | ------------------ | -------------- | ----------------------- |
| (Karte)                              | Ortskern                | Ortskern, 2018 als Denkmalbereich ausgewiesen | 10705086           | Denkmalbereich | BW                      |
| Hainröder Bergstraße 67 (Karte)      | Wohnhaus                |                                               | 094 83741          | Baudenkmal     | BW                      |
| Brunnenstraße 47 (Karte)             | Wohnhaus                |                                               | 094 83742          | Baudenkmal     | BW                      |
| Hainröder Hauptstraße 66 (Karte)     | Kirche St. Bartholomäus | Kirche                                        | 094 83743          | Baudenkmal     | Kirche St. Bartholomäus |
| Hainröder Hauptstraße 66 (Karte)     | Kriegerdenkmal          |                                               | 094 83744          | Baudenkmal     | BW                      |
| Hainröder Hauptstraße 4 (Karte)      | Scheune                 |                                               | 094 83745          | Baudenkmal     | BW                      |
| Hainröder Hauptstraße 7 (Karte)      | Wohnhaus                | ehemals 112                                   | 094 83746          | Baudenkmal     | BW                      |
| Hainröder Hauptstraße 101 (Karte)    | Schule                  |                                               | 094 83752          | Baudenkmal     | BW                      |
| Hainröder Hauptstraße 103 (Karte)    | Wohnhaus                |                                               | 094 83753          | Baudenkmal     | BW                      |
| Hainröder Hauptstraße 13, 14 (Karte) | Häusergruppe            | vermutlich abgerissen                         | 094 83747          | Denkmalbereich | BW                      |
| Hainröder Hauptstraße 23 (Karte)     | Bauernhaus              |                                               | 094 83748          | Baudenkmal     | BW                      |
| Hainröder Hauptstraße 24 (Karte)     | Bauernhof               |                                               | 094 83749          | Baudenkmal     | BW                      |
| Hainröder Hauptstraße 60 (Karte)     | Forsthaus               |                                               | 094 83750          | Baudenkmal     | BW                      |
| Hainröder Hauptstraße 66 (Karte)     | Pfarrhaus               | Haupt- und Nebengebäude gegenüber             | 094 83751          | Baudenkmal     | BW                      |

### Hayn (Harz)
| Lage                      | Bezeichnung         | Beschreibung        | Erfassungs- nummer | Ausweisungsart | Bild           |
| ------------------------- | ------------------- | ------------------- | ------------------ | -------------- | -------------- |
| Hintergasse 2 (Karte)     | Wohnhaus            |                     | 094 83918          | Baudenkmal     | BW             |
| Hintergasse 13 (Karte)    | Wohnhaus            | westlich der Kirche | 094 83919          | Baudenkmal     | BW             |
| Kietel 11 (Karte)         | Wohnhaus            |                     | 094 83921          | Baudenkmal     | BW             |
| Kietel 11, 13, 14 (Karte) | Straßenzug          |                     | 094 83923          | Denkmalbereich | BW             |
| Kietel 13 (Karte)         | Wohnhaus            |                     | 094 83922          | Baudenkmal     | BW             |
| Mittelgasse 27 (Karte)    | Backhaus            |                     | 094 83926          | Baudenkmal     | BW             |
| Mittelgasse 32 (Karte)    | Pfarrhaus           | Alte Pfarre         | 094 83927          | Baudenkmal     | BW             |
| Hintergasse 9 (Karte)     | Kirche St. Johannes |                     | 094 83928          | Baudenkmal     | Weitere Bilder |
| Hintergasse 9 (Karte)     | Kriegerdenkmal      |                     | 094 83929          | Baudenkmal     | BW             |

### Kleinleinungen
| Lage                      | Bezeichnung       | Beschreibung                               | Erfassungs- nummer | Ausweisungsart | Bild              |
| ------------------------- | ----------------- | ------------------------------------------ | ------------------ | -------------- | ----------------- |
| Am Ring (Karte)           | Kirche St. Martin |                                            | 094 81689          | Baudenkmal     | Kirche St. Martin |
| An der Dorfstraße (Karte) | Kriegerdenkmal    | auf dem Friedhof                           | 094 81693          | Baudenkmal     | BW                |
| Am Ring 11 (Karte)        | Scheune           | großes Gebäude nicht direkt an der Straße, | 094 81690          | Baudenkmal     | BW                |

### Questenberg
| Lage                                                      | Bezeichnung          | Beschreibung                                    | Erfassungs- nummer | Ausweisungsart | Bild           |
| --------------------------------------------------------- | -------------------- | ----------------------------------------------- | ------------------ | -------------- | -------------- |
| auf Anhöhe nordöstlich über dem Ort (Karte)               | Burg Questenberg     | Burgruine                                       | 094 81743          | Baudenkmal     | Weitere Bilder |
| Braugasse 20, 21, 22, 23, 24, 25 (Karte)                  | Straßenzeile         |                                                 | 094 81732          | Denkmalbereich | BW             |
| Braugasse 22 (Karte)                                      | Bauernhof            |                                                 | 094 81024          | Baudenkmal     | BW             |
| Braugasse 24 (Karte)                                      | Wohnhaus             |                                                 | 094 81023          | Baudenkmal     | BW             |
| Braugasse 25 (Karte)                                      | Wohnhaus             |                                                 | 094 81022          | Baudenkmal     | BW             |
| Dorfstraße (Karte)                                        | Questenberger Roland | Denkmal                                         | 094 81737          | Baudenkmal     | Weitere Bilder |
| Dorfstraße (Karte)                                        | Gedenkstein          |                                                 | 094 81729          | Kleindenkmal   | Gedenkstein    |
| Dorfstraße 8 (Karte)                                      | Bauernhaus           | Nr. 65 (?)                                      | 094 81741          | Baudenkmal     | BW             |
| Dorfstraße 11, 12, 13, 13a (Karte)                        | Straßenzeile         |                                                 | 094 81730          | Denkmalbereich | Straßenzeile   |
| Dorfstraße 13 (Karte)                                     | Bauernhof            | langes Gebäude Ecke Braugasse                   | 094 81731          | Baudenkmal     | BW             |
| Dorfstraße 13a (Karte)                                    | Wohnhaus             | auf dem Foto das vordere Gebäude (roter Giebel) | 094 81021          | Baudenkmal     | Wohnhaus       |
| Dorfstraße 16, 17, 18, 18a (Karte)                        | Straßenzeile         |                                                 | 094 81735          | Denkmalbereich | BW             |
| Dorfstraße 33 (Karte)                                     | Mühle                |                                                 | 094 81734          | Baudenkmal     | Mühle          |
| Dorfstraße 34, 35, 36, 37 (Karte)                         | Straßenzeile         |                                                 | 094 81733          | Denkmalbereich | BW             |
| Dorfstraße 47, 48, 58, 59, 61, 63, Hirtengasse 49 (Karte) | Straßenzeile         |                                                 | 094 81739          | Denkmalbereich | BW             |
| Dorfstraße 61,63 (Karte)                                  | Gaststätte           | Zur Thüringer Schweiz                           | 094 81020          | Baudenkmal     | BW             |
| Dorfstraße 65 (Karte)                                     | Bauernhof            |                                                 | 094 81740          | Baudenkmal     | BW             |
| Dorfstraße 67, 68, 69, 70 (Karte)                         | Straßenzeile         |                                                 | 094 81742          | Denkmalbereich | BW             |
| Dorfstraße 69 (Karte)                                     | Forsthof             |                                                 | 094 81728          | Baudenkmal     | Forsthof       |
| Dürrer Fuchs 5, 6, 7 (Karte)                              | Straßenzeile         |                                                 | 094 81727          | Denkmalbereich | Straßenzeile   |
| Landstraße 1                                              | Gutshof              |                                                 | 094 84377          | Baudenkmal     |                |
| Schulberg 39 (Karte)                                      | St. Mariä Geburt     | Kirche                                          | 094 81738          | Baudenkmal     | Weitere Bilder |
| Schulberg 39, 40, 41, 42, 43, 44, 45, 46 (Karte)          | Straßenzug           |                                                 | 094 81736          | Denkmalbereich | Straßenzug     |

### Rottleberode
| Lage                                                                     | Bezeichnung                                         | Beschreibung                                                     | Erfassungs- nummer | Ausweisungsart | Bild                                                |
| ------------------------------------------------------------------------ | --------------------------------------------------- | ---------------------------------------------------------------- | ------------------ | -------------- | --------------------------------------------------- |
| ca. 1,5 km westlich auf Bergsporn, zugehörig zur sog. „Grasburg“ (Karte) | Kirche                                              | Ruine                                                            | 094 84751          | Baudenkmal     | Weitere Bilder                                      |
| Bahnhofstraße (Karte)                                                    | Thyrabrücke                                         | Brücke                                                           | 094 83186          | Baudenkmal     | Thyrabrücke                                         |
| Bahnhofstraße 9 (Karte)                                                  | Bahnhof Rottleberode                                | Bahnhof                                                          | 094 80713          | Baudenkmal     | Bahnhof Rottleberode                                |
| Domäne 1, 10 (Karte)                                                     | Domäne                                              |                                                                  | 094 84735          | Baudenkmal     | Weitere Bilder                                      |
| Hauptstraße (Karte)                                                      | Kirche St. Martini                                  |                                                                  | 094 84746          | Baudenkmal     | Weitere Bilder                                      |
| Hauptstraße vor Nr. 46 in Grünanlage (Karte)                             | Gedenkstein                                         |                                                                  | 094 84740          | Kleindenkmal   | Gedenkstein                                         |
| Hauptstraße vor Nr. 46 in Grünanlage (Karte)                             | Grenzstein                                          |                                                                  | 094 84741          | Kleindenkmal   | Grenzstein                                          |
| Hauptstraße 10 (Karte)                                                   | Schmiede                                            |                                                                  | 094 84737          | Baudenkmal     | Schmiede                                            |
| Hauptstraße 11, Hüttenhof 1 (Karte)                                      | Hüttenwerk                                          | Hüttenhof, sehr großflächig                                      | 094 84736          | Baudenkmal     | Hüttenwerk                                          |
| Hauptstraße 21, 42, 44, 46, 48, 50, 52 (Karte)                           | Häusergruppe Hauptstraße 21, 42, 44, 46, 48, 50, 52 | Häusergruppe Gebäude im Ortskern aus dem 17. bis 19. Jahrhundert | 094 84738          | Denkmalbereich | Häusergruppe Hauptstraße 21, 42, 44, 46, 48, 50, 52 |
| Hauptstraße 44 (Karte)                                                   | Gedenkstein                                         |                                                                  | 094 84739          | Kleindenkmal   | Gedenkstein                                         |
| Hauptstraße 48 (Karte)                                                   | Pfarrhaus Rottleberode                              | Pfarrhaus zweigeschossiges Fachwerkgebäude von 1696              | 094 84742          | Baudenkmal     | Pfarrhaus Rottleberode                              |
| Hauptstraße 67 (Karte)                                                   | Wohnhaus                                            |                                                                  | 094 84743          | Baudenkmal     | Wohnhaus                                            |
| Kreuzgrube sog. Totenweg, ca. 1 km südlich der Ortslage (Karte)          | Gedenkstein                                         |                                                                  | 094 84747          | Kleindenkmal   | Gedenkstein                                         |
| Schloßstraße 2 (Karte)                                                   | Schloss                                             |                                                                  | 094 84749          | Baudenkmal     | Schloss                                             |
| Wasserkunst (Karte)                                                      | Wasserkunst                                         |                                                                  | 094 84750          | Baudenkmal     | Wasserkunst                                         |
| Wilhelm-Steinkopf-Platz 2 (Karte)                                        | Mühle                                               | Petermann`sche Mühle                                             | 094 84748          | Baudenkmal     | Mühle                                               |

### Roßla
| Lage | Bezeichnung                                      | Beschreibung                                                                                               | Erfassungs- nummer | Ausweisungsart | Bild            |
| --- | ------------------------------------------------ | --- | ------------------ | -------------- | --------------- |
| Entenplatz 1, Entenstraße 13 Wasserstraße 1, 2, 3, 4, 5, 6, 7, 8, 9, 12, 14, 15, 17, 18 (Karte)                            | Straßenzug                                       | Straßenzug                                                                                                 | 094 83099          | Denkmalbereich | BW              |
| Hallesche Straße (Karte)                                                                                                   | Friedhof                                         | | 094 83101          | Denkmalbereich | Friedhof        |
| Hallesche Straße 20, 21, 22, 23, 24 (Karte)                                                                                | Straßenzeile                                     | | 094 83102          | Denkmalbereich | BW              |
| Hallesche Straße 25 (Karte)                                                                                                | Zeughaus                                         | nach 2009 abgerissen, Freifläche (Parkplatz)                                                               | 094 83103          | Baudenkmal     | BW              |
| Hallesche Straße 30, 31, 32, 33, 59, 60, 61 (Karte)                                                                        | Straßenzug                                       | | 094 83104          | Denkmalbereich | BW              |
| Hallesche Straße 33 (Karte)                                                                                                | Gasthof                                          | | 094 83105          | Baudenkmal     | Gasthof         |
| Hallesche Straße 34 (Karte)                                                                                                | Wohn- und Geschäftshaus                          | | 094 83106          | Baudenkmal     | BW              |
| Hallesche Straße 35, 36, 37 (Karte)                                                                                        | Häusergruppe                                     | | 094 83107          | Denkmalbereich | BW              |
| Hallesche Straße 38 (Karte)                                                                                                | Gerichtsgebäude                                  | | 094 83108          | Baudenkmal     | Gerichtsgebäude |
| Hallesche Straße 52 (Karte)                                                                                                | Altenheim                                        | Marienstift                                                                                                | 094 83109          | Baudenkmal     | BW              |
| Hallesche Straße 64, 65 (Karte)                                                                                            | Häusergruppe                                     | | 094 83110          | Denkmalbereich | Häusergruppe    |
| Hallesche Straße 66 (Karte)                                                                                                | Verwaltungsgebäude                               | | 094 83111          | Baudenkmal     | BW              |
| Hallesche Straße 67 (Karte)                                                                                                | Wohnhaus                                         | | 094 83112          | Baudenkmal     | BW              |
| Hallesche Straße 68 (Karte)                                                                                                | Wohnhaus                                         | | 094 83113          | Baudenkmal     | BW              |
| Hallesche Straße 69, 70, 71, 72, 73 (Karte)                                                                                | Straßenzeile Hallesche Straße 69, 70, 71, 72, 73 | Straßenzeile, am 14. Dezember 2015 als Denkmal ausgewiesen                                                 |                    | Denkmalbereich | BW              |
| Hallesche Straße 71 (Karte)                                                                                                | Villa                                            | | 094 83115          | Baudenkmal     | BW              |
| Hallesche Straße 73 (Karte)                                                                                                | Fabrik                                           | Fabrik 2020 als Denkmal eingetragen                                                                        | 107 40159          | Baudenkmal     | BW              |
| Helmestraße 2 (Karte) | Wohnhaus                                         | Wohnhaus                                                                                                   | 094 83090          | Baudenkmal     | Wohnhaus        |
| Helmestraße 3, 3a (Karte)                                                                                                  | Rentkammer Roßla                                 | Rentamt zweigeschossiges Gebäude mit massivem Erd- und Fachwerk-Obergeschoss, wohl aus dem 17. Jahrhundert | 094 83091          | Baudenkmal     | Weitere Bilder  |
| Helmestraße 3, 3a, 4, 5, 6, 7 (Karte)                                                                                      | Straßenzug                                       | Straßenzug                                                                                                 | 094 83092          | Denkmalbereich | BW              |
| Karlstraße 12 (Karte) | Wohnhaus                                         | Wohnhaus                                                                                                   | 094 83098          | Baudenkmal     | BW              |
| Karlstraße 6, 7, 8, 9, 10, 11, 12, 13, 14, 15, 16, 17, 18, 19, 20, 21, 22, 23, 24, 25, 26, 27, Kyffhäuser Straße 7 (Karte) | Straßenzug                                       | Straßenzug                                                                                                 | 094 83097          | Denkmalbereich | BW              |
| Kyffhäuser Straße 14 (Karte)                                                                                               | Wohnhaus                                         | | 094 83119          | Baudenkmal     | BW              |
| Kyffhäuser Straße 15 (Karte)                                                                                               | Wohnhaus                                         | | 094 83118          | Baudenkmal     | BW              |
| Kyffhäuser Straße 16 (Karte)                                                                                               | Wohnhaus                                         | | 094 83117          | Baudenkmal     | BW              |
| Kyffhäuser Straße 17 (Karte)                                                                                               | Edelhof                                          | Wittumshof, 3 Gebäude                                                                                      | 094 83116          | Baudenkmal     | BW              |
| Palais 1 (Karte) | Palais                                           | | 094 83100          | Baudenkmal     | Palais          |
| Promenade (Karte) | Stadtmauer                                       | | 094 83073          | Baudenkmal     | BW              |
| Riethstraße beiderseits der Helme (Karte)                                                                                  | Park                                             | Schloßpark                                                                                                 | 094 83093          | Baudenkmal     | BW              |
| Riethstraße 8, 9, 10, 11, 12, 13, 14, 15, 16 (Karte)                                                                       | Straßenzug                                       | | 094 83095          | Denkmalbereich | BW              |
| Schwarzer Weg 6, 7 | Häusergruppe                                     | | 094 83096          | Denkmalbereich |                 |
| Wilhelmstraße (Karte) | Trinitatskirche                                  | Kirche dreischiffige evangelische Kirche im Stil der Neogotik, errichtet 1868 bis 1873                     | 094 83084          | Baudenkmal     | Weitere Bilder  |
| Wilhelmstraße (Karte) | Schloss Roßla                                    | Schloss | 094 83094          | Baudenkmal     | Weitere Bilder  |
| Wilhelmstraße 4 (Karte) | Schule                                           | Schule | 094 83074          | Baudenkmal     | Schule          |
| Wilhelmstraße 5 (Karte) | Gutshof                                          | | 094 83075          | Baudenkmal     | BW              |
| Wilhelmstraße 6 (Karte) | Wohnhaus                                         | Amtsverwalterhaus                                                                                          | 094 83076          | Baudenkmal     | Wohnhaus        |
| Wilhelmstraße 8 (Karte) | Wohnhaus                                         | | 094 83077          | Baudenkmal     | BW              |
| Wilhelmstraße 15 (Karte)                                                                                                   | Wohnhaus                                         | Eckgebäude zur Bäckergasse                                                                                 | 094 83078          | Baudenkmal     | BW              |
| Wilhelmstraße 17, 18, 20a, 21, 22, 23, 24, 26, 27, 28, 29, 30, 40, 41, 42, 43, 44, 45, 46, 47 (Karte)                      | Straßenzug                                       | | 094 83079          | Denkmalbereich | BW              |
| Wilhelmstraße 30 (Karte)                                                                                                   | Wohnhaus                                         | | 094 83080          | Baudenkmal     | BW              |
| Wilhelmstraße 37 (Karte)                                                                                                   | Orangerie                                        | | 094 83082          | Baudenkmal     | BW              |
| Wilhelmstraße 37 (Karte)                                                                                                   | Wohnhaus                                         | | 094 83081          | Baudenkmal     | BW              |
| Wilhelmstraße 46 (Karte)                                                                                                   | Karusellhaus                                     | Wohnhaus                                                                                                   | 094 83083          | Baudenkmal     | BW              |
| Wilhelmstraße 49 (Karte)                                                                                                   | Wohnhaus Wilhelmstraße 49                        | Wohnhaus zweigeschossiger Fachwerkbau aus der Mitte des 18. Jahrhunderts                                   | 094 83089          | Baudenkmal     | Weitere Bilder  |
| Wilhelmstraße 50 (Karte)                                                                                                   | Pfarrhaus                                        | Pfarrhaus                                                                                                  | 094 83088          | Baudenkmal     | Pfarrhaus       |
| Wilhelmstraße 52 (Karte)                                                                                                   | Gasthaus                                         | Gasthaus                                                                                                   | 094 83086          | Baudenkmal     | Gasthaus        |
| Wilhelmstraße 53 (Karte)                                                                                                   | Museum                                           | | 094 83087          | Baudenkmal     | Museum          |
| Wilhelmstraße 54 (Karte)                                                                                                   | Wohnhaus                                         | | 094 83085          | Baudenkmal     | BW              |

### Schwenda
| Lage                                               | Bezeichnung             | Beschreibung                  | Erfassungs- nummer | Ausweisungsart | Bild           |
| -------------------------------------------------- | ----------------------- | ----------------------------- | ------------------ | -------------- | -------------- |
| am Feuerlöschteich in Grünanlage (Karte)           | Gedenkstein             |                               | 094 84367          | Kleindenkmal   | Gedenkstein    |
| Hauptstraße (Karte)                                | Betsaal                 |                               | 094 83756          | Baudenkmal     | BW             |
| Hauptstraße 111 (Karte)                            | Kriegerdenkmal          |                               | 094 83757          | Baudenkmal     | Kriegerdenkmal |
| Alte Hauptstraße 8 (alt: Hauptstraße 58) (Karte)   | Wohnhaus                |                               | 094 83755          | Baudenkmal     | Wohnhaus       |
| Hauptstraße, Hintergasse (Karte)                   | St. Cyriaki und Nicolai | Kirche St. Cyriaci et Nicolai | 094 83758          | Baudenkmal     | Weitere Bilder |
| Hintergasse 28 (Karte)                             | Wohnhaus                |                               | 094 83759          | Baudenkmal     | BW             |
| Hintergasse 39 (Karte)                             | Schule                  |                               | 094 83760          | Baudenkmal     | BW             |
| Hintergasse 48 (Karte)                             | Stall                   |                               | 094 83754          | Baudenkmal     | BW             |
| Hohler Weg (Karte)                                 | Gedenkstein             |                               | 094 84368          | Kleindenkmal   | Gedenkstein    |
| Unterer Siegen (Karte)                             | Spritzenhaus            |                               | 094 83761          | Baudenkmal     | BW             |
| Alte Hauptstraße 28 (alt: Vordergasse 111) (Karte) | Bauernhaus              |                               | 094 83762          | Baudenkmal     | Bauernhaus     |
| Vordergasse 114 (Karte)                            | Wohnhaus                |                               | 094 83763          | Baudenkmal     | Wohnhaus       |
| Vordergasse 115 (Karte)                            | Gaststätte              | Alte Schenke                  | 094 83764          | Baudenkmal     | Gaststätte     |

### Stadt Stolberg (Harz)
| Lage | Bezeichnung                  | Beschreibung | Erfassungs- nummer | Ausweisungsart               | Bild                         |
| --- | ---------------------------- | --- | ------------------ | ---------------------------- | ---------------------------- |
| im Tal der Großen Wilde, ca. 400 m nordöstlich der Ortslage am Osthang (Karte) | Grotte                       | Mönchsklause | 094 30462          | Baudenkmal                   | BW                           |
| im Tal der Großen Wilden am Osthang des Zwißelberges an der sogenannten Schießwand                                                                                                 | Inschrifttafel               | | 094 30463          | Baudenkmal                   |                              |
| im Thyratal, ca. 2 km südlich der Ortslage unweit des „Alten Zolls“ an nach Südwest exponiertem Hang                                                                               | Denkmal                      | | 094 30461          | Kleindenkmal                 |                              |
| am nordwestlichen Stadtrand in der Nähe des ehemaligen Schützenhauses (Karte) | Heiliges Kreuz               | Gedenkstein, bei Rittergasse 77                                                                                       | 094 30460          | Kleindenkmal                 | Heiliges Kreuz               |
| Alter Markt 2 (Karte) | Wohnhaus                     | | 094 30484          | Baudenkmal                   | Wohnhaus                     |
| Alter Markt, Am Markt, Hintergasse, Kaltes Tal, Knüppelberg, Markt, Neustadt, Niedergasse, Reicher Winkel, Rittergasse, Schlossberg, Stubengasse, Thyratal, Töpfergasse, Zechental | Altstadt                     | | 094 30471          | Denkmalbereich               |                              |
| Am Markt 2 (Karte) | Wohnhaus                     | | 094 30372          | Baudenkmal                   | Wohnhaus                     |
| Am Markt 3 (Karte) | Wohnhaus                     | | 094 30353          | Baudenkmal                   | Wohnhaus                     |
| Am Markt 4 (Karte) | Wohnhaus                     | | 094 30370          | Baudenkmal                   | Wohnhaus                     |
| Am Markt 5 (Karte) | Wohn- und Geschäftshaus      | | 094 30354          | Baudenkmal                   | Wohn- und Geschäftshaus      |
| Am Markt 6 (Karte) | Wohnhaus                     | | 094 30371          | Baudenkmal                   | Wohnhaus                     |
| Am Markt 7 (Karte) | Wohnhaus                     | | 094 30355          | Baudenkmal                   | Wohnhaus                     |
| Am Markt 8 (Karte) | Wohnhaus                     | | 094 30307          | Baudenkmal                   | Wohnhaus                     |
| Am Markt 9 (Karte) | Wohn- und Geschäftshaus      | | 094 30356          | Baudenkmal                   | BW                           |
| Am Markt 10 (Karte) | Wohnhaus                     | | 094 30369          | Baudenkmal                   | Wohnhaus                     |
| Am Markt 11 (Karte) | Wohnhaus                     | | 094 30357          | Baudenkmal                   | Wohnhaus                     |
| Am Markt 12 (Karte) | Wohnhaus                     | | 094 30306          | Baudenkmal                   | Wohnhaus                     |
| Am Markt 13 (Karte) | Wohnhaus                     | | 094 30358          | Baudenkmal                   | Wohnhaus                     |
| Am Markt 14 (Karte) | Wohnhaus                     | | 094 30368          | Baudenkmal                   | Wohnhaus                     |
| Am Markt 15 (Karte) | Wohnhaus                     | | 094 30359          | Baudenkmal                   | Wohnhaus                     |
| Am Markt 16 (Karte) | Wohnhaus                     | | 094 30367          | Baudenkmal                   | Wohnhaus                     |
| Am Markt 17 (Karte) | Wohnhaus                     | | 094 30360          | Baudenkmal                   | BW                           |
| Am Markt 18 (Karte) | Adelshof                     | Jägerhof | 094 30364          | Baudenkmal                   | Adelshof                     |
| Am Markt 19 (Karte) | Wohnhaus                     | | 094 30361          | Baudenkmal                   | Wohnhaus                     |
| Am Markt 20 (Karte) | Wohn- und Geschäftshaus      | | 094 30366          | Baudenkmal                   | Wohn- und Geschäftshaus      |
| Am Markt 21 (Karte) | Wohnhaus                     | | 094 30362          | Baudenkmal                   | Wohnhaus                     |
| Am Markt 22 (Karte) | Feuerwache                   | | 094 30365          | Baudenkmal                   | Feuerwache                   |
| Am Markt 23 (Karte) | Wohnhaus                     | Gaststätte Kupfer | 094 30363          | Baudenkmal                   | Wohnhaus                     |
| Hintergasse 1 (Karte) | Wohnhaus                     | | 094 30308          | Baudenkmal                   | Wohnhaus                     |
| Hintergasse 2 (Karte) | Wohnhaus                     | | 094 30380          | Baudenkmal                   | Wohnhaus                     |
| Hintergasse 19 (Karte) | Wohnhaus                     | | 094 30382          | Baudenkmal                   | Wohnhaus                     |
| Hintergasse 20 (Karte) | Wohnhaus                     | | 094 30383          | Baudenkmal                   | Wohnhaus                     |
| Hintergasse 22 (Karte) | Wohnhaus                     | | 094 30381          | Baudenkmal                   | Wohnhaus                     |
| Kaltes Tal 2 (Karte) | Wohnhaus                     | | 094 30415          | Baudenkmal                   | Wohnhaus                     |
| Kaltes Tal 3 (Karte) | Wohnhaus                     | | 094 30305          | Baudenkmal                   | Wohnhaus                     |
| Kaltes Tal 4 (Karte) | Wohnhaus                     | | 094 30414          | Baudenkmal                   | Wohnhaus                     |
| Kaltes Tal 5 (Karte) | Wohnhaus                     | | 094 30410          | Baudenkmal                   | Wohnhaus                     |
| Kaltes Tal 9 (Karte) | Wohnhaus                     | | 094 30485          | Baudenkmal                   | Wohnhaus                     |
| Kaltes Tal 10 (Karte) | Wohnhaus                     | | 094 30304          | Baudenkmal                   | Wohnhaus                     |
| Kaltes Tal 21 (Karte) | Wohnhaus                     | | 094 30411          | Baudenkmal                   | Wohnhaus                     |
| Kaltes Tal 23 (Karte) | Wohnhaus                     | | 094 30412          | Baudenkmal                   | Wohnhaus                     |
| Kaltes Tal 27 (Karte) | Wohnhaus                     | | 094 30413          | Baudenkmal                   | Wohnhaus                     |
| Kaltes Tal 29 (Karte) | Wohnhaus                     | | 094 30416          | Baudenkmal                   | Wohnhaus                     |
| Markt (Karte) | Denkmal                      | Thomas-Müntzer-Denkmal                                                                                                | 094 30489          | Kleindenkmal                 | Weitere Bilder               |
| Markt 1 (Karte) | Rathaus                      | | 094 30303          | Baudenkmal                   | Weitere Bilder               |
| Markt 2 (Karte) | Wohnhaus Markt 2             | großes dreigeschossiges Fachwerkwohnhaus aus der zweiten Hälfte des 18. Jahrhunderts                                  | 094 30417          | Baudenkmal                   | Wohnhaus Markt 2             |
| Markt 3 (Karte) | Wohnhaus                     | | 094 30418          | Baudenkmal                   | Wohnhaus                     |
| Markt 4 (Karte) | Wohnhaus                     | | 094 30419          | Baudenkmal                   | Wohnhaus                     |
| Markt 5 (Karte) | Altes Postamt                | das alte Postamt befindet sich links vom Seigerturm mit "Historischem blauem Briefkasten", Hausnummer nicht ganz klar | 094 30420          | Baudenkmal                   | Weitere Bilder               |
| Markt 7 (Karte) | Wohnhaus                     | | 094 30421          | Baudenkmal                   | Wohnhaus                     |
| Neustadt am östlichen Stadtrand (Karte) | Friedhof                     | | 094 30398          | Denkmalbereich               | Friedhof                     |
| Neustadt östlich außerhalb der Stadt vor dem einstigen Neustädter Tor (Karte) | Kapelle                      | Liebfrauenkapelle | 094 30424          | Baudenkmal                   | Weitere Bilder               |
| Neustadt 1 (Karte) | Wohnhaus                     | | 094 30384          | Baudenkmal                   | Wohnhaus                     |
| Neustadt 3 (Karte) | Wohnhaus                     | | 094 30385          | Baudenkmal                   | Wohnhaus                     |
| Neustadt 5 (Karte) | Wohnhaus                     | Fleischerhaus | 094 30386          | Baudenkmal                   | Wohnhaus                     |
| Neustadt 6 (Karte) | Wohnhaus                     | | 094 30486          | Baudenkmal                   | Wohnhaus                     |
| Neustadt 10 (Karte) | Wohnhaus                     | | 094 30400          | Baudenkmal                   | Wohnhaus                     |
| Neustadt 11 (Karte) | Wohnhaus                     | | 094 30389          | Baudenkmal                   | Wohnhaus                     |
| Neustadt 13 (Karte) | Wohnhaus                     | | 094 30406          | Baudenkmal                   | Wohnhaus                     |
| Neustadt 16 (Karte) | Wohnhaus                     | | 094 30402          | Baudenkmal                   | Wohnhaus                     |
| Neustadt 18 (Karte) | Wohnhaus                     | | 094 30403          | Baudenkmal                   | Wohnhaus                     |
| Neustadt 19 (Karte) | Wohnhaus                     | | 094 30390          | Baudenkmal                   | Wohnhaus                     |
| Neustadt 20 (Karte) | Wohnhaus                     | | 094 30404          | Baudenkmal                   | Wohnhaus                     |
| Neustadt 21 (Karte) | Wohnhaus                     | | 094 30391          | Baudenkmal                   | Wohnhaus                     |
| Neustadt 22 (Karte) | Wohnhaus                     | | 094 30405          | Baudenkmal                   | Wohnhaus                     |
| Neustadt 25 (Karte) | Wohnhaus                     | | 094 30393          | Baudenkmal                   | Wohnhaus                     |
| Neustadt 27 (Karte) | Wohnhaus                     | | 094 30394          | Baudenkmal                   | Wohnhaus                     |
| Neustadt 31 (Karte) | Wohnhaus                     | | 094 30396          | Baudenkmal                   | Wohnhaus                     |
| Neustadt 32 (Karte) | Wohn- und Geschäftshaus      | | 094 30408          | Baudenkmal                   | Wohn- und Geschäftshaus      |
| Neustadt 33 (Karte) | Wohnhaus                     | | 094 30397          | Baudenkmal                   | Wohnhaus                     |
| Neustadt 34 (Karte) | Wohn- und Geschäftshaus      | | 094 30442          | Baudenkmal                   | Wohn- und Geschäftshaus      |
| Neustadt 36 (Karte) | Wohnhaus                     | | 094 30441          | Baudenkmal                   | Wohnhaus                     |
| Neustadt 42 (Karte) | Wohnhaus                     | | 094 30387          | Baudenkmal                   | Wohnhaus                     |
| Niedergasse (Karte) | Niedergässer Tor             | Toranlage, als Ersatz für den 1824/27 abgerissenen Niedergässer Torturm errichtet                                     | 094 30488          | Baudenkmal                   | Niedergässer Tor             |
| Niedergasse (Karte) | Seigerturm                   | Torturm, Saiger- oder Marktturm                                                                                       | 094 30279          | Baudenkmal                   | Weitere Bilder               |
| Niedergasse 2 (Karte) | Wohnhaus                     | | 094 30199          | Baudenkmal                   | Wohnhaus                     |
| Niedergasse 3 (Karte) | Wohnhaus                     | | 094 30209          | Baudenkmal                   | Wohnhaus                     |
| Niedergasse 6 (Karte) | Wohnhaus                     | | 094 30200          | Baudenkmal                   | Wohnhaus                     |
| Niedergasse 7 (Karte) | Wohnhaus Niedergasse 7       | das dreigeschossige Wohnhaus in Fachwerkbauweise entstand im 17. Jahrhundert                                          | 094 30280          | Baudenkmal                   | Wohnhaus Niedergasse 7       |
| Niedergasse 8 (Karte) | Wohnhaus                     | | 094 30211          | Baudenkmal                   | Wohnhaus                     |
| Niedergasse 9 (Karte) | Wohnhaus Niedergasse 9       | dreigeschossiges Wohnhaus in Fachwerkbauweise aus dem 17. Jahrhundert                                                 | 094 30281          | Baudenkmal                   | Wohnhaus Niedergasse 9       |
| Niedergasse 10 (Karte) | Wohnhaus                     | | 094 30201          | Baudenkmal                   | Wohnhaus                     |
| Niedergasse 11 (Karte) | Wohnhaus Niedergasse 11      | zweigeschossiges Wohnhaus in Fachwerkbauweise aus der ersten Hälfte des 19. Jahrhunderts                              | 094 30282          | Baudenkmal                   | Wohnhaus Niedergasse 11      |
| Niedergasse 13 (Karte) | Wohnhaus Niedergasse 13      | zweigeschossiges Wohnhaus aus der Zeit des Barock in Fachwerkbauweise                                                 | 094 30283          | Baudenkmal                   | Wohnhaus Niedergasse 13      |
| Niedergasse 16 (Karte) | Wohnhaus                     | | 094 30202          | Baudenkmal                   | Wohnhaus                     |
| Niedergasse 17, 17a (Karte) | Wohnhaus                     | | 094 30210          | Baudenkmal                   | Wohnhaus                     |
| Niedergasse 19 (Karte) | Alte Münze                   | Münzstätte | 094 30198          | Baudenkmal                   | Weitere Bilder               |
| Niedergasse 21 (Karte) | Wohnhaus                     | | 094 30284          | Baudenkmal                   | Wohnhaus                     |
| Niedergasse 22 (Karte) | Wohnhaus                     | | 094 30203          | Baudenkmal                   | Wohnhaus                     |
| Niedergasse 24 (Karte) | Wohnhaus                     | | 094 30204          | Baudenkmal                   | Wohnhaus                     |
| Niedergasse 25 (Karte) | Wohnhaus Niedergasse 25      | vermutlich aus dem 17. Jahrhundert stammendes zweigeschossiges Wohnhaus in Fachwerkbauweise                           | 094 30278          | Baudenkmal                   | Wohnhaus Niedergasse 25      |
| Niedergasse 26 (Karte) | Wohnhaus                     | | 094 30205          | Baudenkmal                   | Wohnhaus                     |
| Niedergasse 27 (Karte) | Hospital St. Georg           | Hospital | 094 30221          | Baudenkmal                   | Weitere Bilder               |
| Niedergasse 27, im Komplex des Hospitals St. Georg | Kapelle                      | Kapelle | 094 30221 001      | Teilobjekt eines Baudenkmals |                              |
| Niedergasse 29 (Karte) | Wohnhaus                     | Wohnhaus | 094 30277          | Baudenkmal                   | Wohnhaus                     |
| Niedergasse 31 (Karte) | Wohnhaus                     | Wohnhaus | 094 30276          | Baudenkmal                   | Wohnhaus                     |
| Niedergasse 36 (Karte) | Wohnhaus                     | | 094 30212          | Baudenkmal                   | Wohnhaus                     |
| Niedergasse 37 (Karte) | Wohnhaus Niedergasse 37      | langgestrecktes zweigeschossiges Wohnhaus in Fachwerkbauweise aus dem frühen 19. Jahrhundert                          | 094 30273          | Baudenkmal                   | Wohnhaus Niedergasse 37      |
| Niedergasse 39 (Karte) | Wohnhaus Niedergasse 39      | zweigeschossiges Wohnhaus in Fachwerkbauweise                                                                         | 094 30270          | Baudenkmal                   | Wohnhaus Niedergasse 39      |
| Niedergasse 45 (Karte) | Gasthof                      | Erhardtsches Haus | 094 30269          | Baudenkmal                   | Gasthof                      |
| Niedergasse 46 (Karte) | Wohnhaus                     | | 094 30206          | Baudenkmal                   | Wohnhaus                     |
| Niedergasse 47 (Karte) | Wohnhaus                     | | 094 30268          | Baudenkmal                   | Wohnhaus                     |
| Niedergasse 48 (Karte) | Wohnhaus                     | | 094 30207          | Baudenkmal                   | Wohnhaus                     |
| Niedergasse 49 (Karte) | Wohnhaus                     | | 094 30267          | Baudenkmal                   | Wohnhaus                     |
| Niedergasse 50 (Karte) | Posthalterei                 | | 094 30208          | Baudenkmal                   | Posthalterei                 |
| Niedergasse 51 (Karte) | Fabrik                       | Friwi-Werk, 1891 gegründet durch Friedrich Wilhelm Witte                                                              | 094 30244          | Baudenkmal                   | Weitere Bilder               |
| Niedergasse 52 (Karte) | Wohnhaus                     | | 094 30311          | Baudenkmal                   | Wohnhaus                     |
| Niedergasse 53 (Karte) | Wohnhaus Niedergasse 53      | zweigeschossiges Fachwerkwohnhaus aus dem Jahr 1709                                                                   | 094 30263          | Baudenkmal                   | Wohnhaus Niedergasse 53      |
| Niedergasse 55 (Karte) | Wohnhaus Niedergasse 55      | vermutlich im 17. Jahrhundert entstandenes zweigeschossiges Wohnhaus in Fachwerkbauweise                              | 094 30264          | Baudenkmal                   | Wohnhaus Niedergasse 55      |
| Niedergasse 57 (Karte) | Wohnhaus Niedergasse 57      | zweigeschossiges Wohnhaus in Fachwerkbauweise aus der Zeit des Barock                                                 | 094 30265          | Baudenkmal                   | Wohnhaus Niedergasse 57      |
| Niedergasse 58 (Karte) | Wohnhaus                     | | 094 30216          | Baudenkmal                   | Wohnhaus                     |
| Niedergasse 59 (Karte) | Wohnhaus Niedergasse 59      | zweigeschossiges Fachwerkwohnhaus aus der Zeit des Barock, im frühen 19. Jahrhundert umgebaut und verputzt            | 094 30266          | Baudenkmal                   | Wohnhaus Niedergasse 59      |
| Niedergasse 61 (Karte) | Wohnhaus                     | | 094 30262          | Baudenkmal                   | Wohnhaus                     |
| Niedergasse 62 (Karte) | Wohnhaus                     | | 094 30217          | Baudenkmal                   | Wohnhaus                     |
| Niedergasse 63 (Karte) | Wohnhaus                     | | 094 30261          | Baudenkmal                   | Wohnhaus                     |
| Niedergasse 64 (Karte) | Wohnhaus                     | | 094 30218          | Baudenkmal                   | Wohnhaus                     |
| Niedergasse 65 (Karte) | Wohnhaus Niedergasse 65      | zweigeschossiges Fachwerkhaus aus dem späten 16. Jahrhundert im Stil der Spätgotik                                    | 094 30258          | Baudenkmal                   | Wohnhaus Niedergasse 65      |
| Niedergasse 66 (Karte) | Wohnhaus                     | | 094 30313          | Baudenkmal                   | Wohnhaus                     |
| Niedergasse 67 (Karte) | Wohnhaus Niedergasse 67      | zweigeschossiges barockes Wohnhaus in Fachwerkbauweise                                                                | 094 30259          | Baudenkmal                   | Wohnhaus Niedergasse 67      |
| Niedergasse 68 (Karte) | Wohnhaus                     | | 094 30220          | Baudenkmal                   | Wohnhaus                     |
| Niedergasse 72 (Karte) | Wohnhaus                     | | 094 30219          | Baudenkmal                   | Wohnhaus                     |
| Niedergasse 74 (Karte) | Wohnhaus                     | | 094 30314          | Baudenkmal                   | Wohnhaus                     |
| Niedergasse 75 (Karte) | Wohnhaus                     | | 094 30260          | Baudenkmal                   | Wohnhaus                     |
| Niedergasse 76 (Karte) | Wohnhaus                     | | 094 30213          | Baudenkmal                   | Wohnhaus                     |
| Niedergasse 77 (Karte) | Wohnhaus                     | | 094 30257          | Baudenkmal                   | Wohnhaus                     |
| Niedergasse 78 (Karte) | Wohnhaus                     | | 094 30315          | Baudenkmal                   | Wohnhaus                     |
| Niedergasse 80 (Karte) | Wohnhaus                     | | 094 30214          | Baudenkmal                   | Wohnhaus                     |
| Niedergasse 83 (Karte) | Wohnhaus                     | | 094 30256          | Baudenkmal                   | Wohnhaus                     |
| Niedergasse 85 (Karte) | Wohnhaus                     | | 094 30255          | Baudenkmal                   | Wohnhaus                     |
| Niedergasse 91 (Karte) | Wohnhaus                     | | 094 30252          | Baudenkmal                   | Wohnhaus                     |
| Niedergasse 93 (Karte) | Wohnhaus                     | | 094 30251          | Baudenkmal                   | Wohnhaus                     |
| Niedergasse 95 (Karte) | Wohnhaus                     | | 094 30250          | Baudenkmal                   | Wohnhaus                     |
| Niedergasse 96 (Karte) | Wohnhaus                     | | 094 30228          | Baudenkmal                   | Wohnhaus                     |
| Niedergasse 98 (Karte) | Wohnhaus                     | | 094 30229          | Baudenkmal                   | Wohnhaus                     |
| Niedergasse 99 (Karte) | Wohnhaus                     | | 094 30248          | Baudenkmal                   | Wohnhaus                     |
| Niedergasse 100 (Karte) | Wohnhaus                     | | 094 30215          | Baudenkmal                   | Wohnhaus                     |
| Niedergasse 101 (Karte) | Wohnhaus                     | | 094 30247          | Baudenkmal                   | Wohnhaus                     |
| Niedergasse 102 (Karte) | Wohnhaus                     | | 094 30230          | Baudenkmal                   | Wohnhaus                     |
| Niedergasse 104 (Karte) | Wohnhaus                     | | 094 30231          | Baudenkmal                   | Wohnhaus                     |
| Niedergasse 108 (Karte) | Wohnhaus                     | | 094 30232          | Baudenkmal                   | Wohnhaus                     |
| Niedergasse 110 (Karte) | Wohnhaus                     | | 094 30233          | Baudenkmal                   | Wohnhaus                     |
| Niedergasse 111 (Karte) | Wohnhaus                     | | 094 30246          | Baudenkmal                   | Wohnhaus                     |
| Niedergasse 112 (Karte) | Wohnhaus                     | | 094 30234          | Baudenkmal                   | Wohnhaus                     |
| Niedergasse 119 (Karte) | Wohnhaus                     | Ärztehaus | 094 30245          | Baudenkmal                   | Wohnhaus                     |
| Niedergasse 120 (Karte) | Wohnhaus                     | | 094 30243          | Baudenkmal                   | Wohnhaus                     |
| Niedergasse 122 (Karte) | Wohnhaus                     | | 094 30239          | Baudenkmal                   | Wohnhaus                     |
| Niedergasse 124 (Karte) | Wohnhaus                     | | 094 30240          | Baudenkmal                   | Wohnhaus                     |
| Niedergasse 126 (Karte) | Wohnhaus                     | | 094 30241          | Baudenkmal                   | Wohnhaus                     |
| Niedergasse 128 (Karte) | Wohnhaus                     | | 094 30242          | Baudenkmal                   | Wohnhaus                     |
| Reicher Winkel 1 (Karte) | Wohnhaus                     | | 094 30377          | Baudenkmal                   | Wohnhaus                     |
| Reicher Winkel 2 (Karte) | Wohnhaus                     | | 094 30378          | Baudenkmal                   | Wohnhaus                     |
| Reicher Winkel 3 (Karte) | Wohnhaus                     | Schneidewindhaus | 094 30379          | Baudenkmal                   | Wohnhaus                     |
| Rittergasse | Park                         | Park Im Jahr 2023 in das Denkmalverzeichnis eingetragen.                                                              | 094 18922          | Baudenkmal                   |                              |
| Rittergasse (Karte) | Rittertor                    | Torturm | 094 30316          | Baudenkmal                   | Rittertor                    |
| Rittergasse 1 (Karte) | Wohnhaus                     | | 094 30285          | Baudenkmal                   | Wohnhaus                     |
| Rittergasse 2 (Karte) | Wohnhaus                     | | 094 30294          | Baudenkmal                   | Wohnhaus                     |
| Rittergasse 4 (Karte) | Wohnhaus                     | | 094 30295          | Baudenkmal                   | Wohnhaus                     |
| Rittergasse 5 (Karte) | Wohnhaus                     | | 094 30286          | Baudenkmal                   | Wohnhaus                     |
| Rittergasse 6 (Karte) | Wohnhaus                     | | 094 30296          | Baudenkmal                   | Wohnhaus                     |
| Rittergasse 7 (Karte) | Waisenhaus                   | | 094 30287          | Baudenkmal                   | Waisenhaus                   |
| Rittergasse 8 (Karte) | Wohnhaus                     | | 094 30297          | Baudenkmal                   | Wohnhaus                     |
| Rittergasse 9 (Karte) | Wohnhaus                     | | 094 30288          | Baudenkmal                   | Wohnhaus                     |
| Rittergasse 10 (Karte) | Wohnhaus                     | | 094 30298          | Baudenkmal                   | Wohnhaus                     |
| Rittergasse 11 (Karte) | Wohnhaus                     | | 094 30289          | Baudenkmal                   | Wohnhaus                     |
| Rittergasse 12 (Karte) | Wohnhaus                     | | 094 30299          | Baudenkmal                   | Wohnhaus                     |
| Rittergasse 13 (Karte) | Wohnhaus                     | | 094 30290          | Baudenkmal                   | Wohnhaus                     |
| Rittergasse 14 (Karte) | Wohnhaus                     | Museum, Kleines Bürgerhaus                                                                                            | 094 30300          | Baudenkmal                   | Wohnhaus                     |
| Rittergasse 17 (Karte) | Wohnhaus                     | | 094 30291          | Baudenkmal                   | Wohnhaus                     |
| Rittergasse 20 (Karte) | Wohnhaus                     | | 094 30301          | Baudenkmal                   | Wohnhaus                     |
| Rittergasse 21 (Karte) | Wohnhaus                     | | 094 30293          | Baudenkmal                   | Wohnhaus                     |
| Rittergasse 22 (Karte) | Wohnhaus                     | | 094 30341          | Baudenkmal                   | Wohnhaus                     |
| Rittergasse 24 (Karte) | Wohnhaus                     | | 094 30340          | Baudenkmal                   | Wohnhaus                     |
| Rittergasse 25 (Karte) | Wohnhaus                     | | 094 30373          | Baudenkmal                   | Wohnhaus                     |
| Rittergasse 26 (Karte) | Wohnhaus                     | | 094 30339          | Baudenkmal                   | Wohnhaus                     |
| Rittergasse 28 (Karte) | Wohnhaus                     | | 094 30338          | Baudenkmal                   | Wohnhaus                     |
| Rittergasse 29 (Karte) | Wohnhaus                     | | 094 30347          | Baudenkmal                   | Wohnhaus                     |
| Rittergasse 30 (Karte) | Wohnhaus                     | | 094 30337          | Baudenkmal                   | Wohnhaus                     |
| Rittergasse 34 (Karte) | Wohnhaus                     | | 094 30336          | Baudenkmal                   | Wohnhaus                     |
| Rittergasse 35 (Karte) | Wohnhaus                     | | 094 30346          | Baudenkmal                   | Wohnhaus                     |
| Rittergasse 36 (Karte) | Wohnhaus                     | | 094 30335          | Baudenkmal                   | Wohnhaus                     |
| Rittergasse 38 (Karte) | Wohnhaus                     | | 094 30334          | Baudenkmal                   | Wohnhaus                     |
| Rittergasse 39 (Karte) | Wohnhaus                     | | 094 30344          | Baudenkmal                   | Wohnhaus                     |
| Rittergasse 41 (Karte) | Wohnhaus                     | | 094 30345          | Baudenkmal                   | Wohnhaus                     |
| Rittergasse 43 (Karte) | Wohnhaus                     | | 094 30348          | Baudenkmal                   | Wohnhaus                     |
| Rittergasse 44 (Karte) | Wohnhaus                     | | 094 30331          | Baudenkmal                   | Wohnhaus                     |
| Rittergasse 45 (Karte) | Wohnhaus                     | | 094 30349          | Baudenkmal                   | Wohnhaus                     |
| Rittergasse 46 (Karte) | Wohnhaus                     | | 094 30330          | Baudenkmal                   | Wohnhaus                     |
| Rittergasse 48 (Karte) | Wohnhaus                     | | 094 30329          | Baudenkmal                   | Wohnhaus                     |
| Rittergasse 50 (Karte) | Wohnhaus                     | | 094 30328          | Baudenkmal                   | Wohnhaus                     |
| Rittergasse 53 (Karte) | Wohnhaus                     | | 094 30375          | Baudenkmal                   | Wohnhaus                     |
| Rittergasse 54 (Karte) | Wohnhaus                     | | 094 30374          | Baudenkmal                   | Wohnhaus                     |
| Rittergasse 61 (Karte) | Mühle                        | | 094 30343          | Baudenkmal                   | Mühle                        |
| Rittergasse 63 (Karte) | Wohnhaus                     | | 094 30350          | Baudenkmal                   | Wohnhaus                     |
| Rittergasse 64 (Karte) | Wohnhof                      | Wohnhof, drei Gebäude mit Innenhof                                                                                    | 094 30376          | Baudenkmal                   | Wohnhof                      |
| Rittergasse 66 (Karte) | Wohnhaus                     | | 094 30327          | Baudenkmal                   | Wohnhaus                     |
| Rittergasse 68 (Karte) | Wohnhaus                     | | 094 30326          | Baudenkmal                   | Wohnhaus                     |
| Rittergasse 70 (Karte) | Wohnhaus                     | | 094 30325          | Baudenkmal                   | Wohnhaus                     |
| Rittergasse 71 (Karte) | Schule                       | Thomas-Müntzer Schule, vorderes Gebäude an der Straße                                                                 | 094 30342          | Baudenkmal                   | Schule                       |
| Rittergasse 75 (Karte) | Wohnhaus                     | | 094 30320          | Baudenkmal                   | Wohnhaus                     |
| Rittergasse 77 (Karte) | Chalet Waldfrieden           | Vereinshaus, heute Hotel Beutel „Chalet Waldfrieden“                                                                  | 094 81026          | Baudenkmal                   | Chalet Waldfrieden           |
| Rittergasse 84 (Karte) | Wohnhaus                     | | 094 30324          | Baudenkmal                   | Wohnhaus                     |
| Rittergasse 86 (Karte) | Wohnhaus                     | | 094 30323          | Baudenkmal                   | Wohnhaus                     |
| Rittergasse 90 (Karte) | Wohnhaus                     | | 094 30322          | Baudenkmal                   | Wohnhaus                     |
| Rittergasse 92 (Karte) | Wohnhaus                     | | 094 30321          | Baudenkmal                   | Wohnhaus                     |
| Schlossberg auf Hangterrasse am Schlossberg über der Stadt (Karte) | Marienkapelle                | Kapelle | 094 30423          | Baudenkmal                   | Marienkapelle                |
| Schlossberg 5 (Karte) | Wohnhaus                     | | 094 30445          | Baudenkmal                   | BW                           |
| Schlossberg 1, 2, 2a, 3 auf schmalem Bergsporn zwischen Kaltem Tal und Lude-Tal (Karte)                                                                                            | Schloss Stolberg             | Schloss | 094 30444          | Baudenkmal                   | Weitere Bilder               |
| Schlossberg 1a nördlich oberhalb des Marktes auf einer künstlichen Terrasse am Hang des Schlossbergs (Karte)                                                                       | Kirche St. Martini           | | 094 30422          | Baudenkmal                   | Weitere Bilder               |
| Schloßberg 6 (Karte) | Wohnhaus                     | | 094 30446          | Baudenkmal                   | BW                           |
| Schloßberg 7 (Karte) | Wohnhaus                     | „Kleines Schloß“ | 094 30447          | Baudenkmal                   | BW                           |
| Schloßberg 8 (Karte) | Wohnhaus                     | | 094 30448          | Baudenkmal                   | BW                           |
| Schloßberg 9 (Karte) | Wohnhaus                     | | 094 30449          | Baudenkmal                   | Wohnhaus                     |
| Schloßberg 10 (Karte) | Pfarrhaus                    | | 094 30490          | Baudenkmal                   | BW                           |
| Schloßberg 4, 4a (Karte) | Wohnhaus                     | | 094 30443          | Baudenkmal                   | Wohnhaus                     |
| Schloßpromenade etwa 1,2 km nordwestlich des Schlosses (Karte) | Hirschdenkmal                | Denkmal | 094 30450          | Baudenkmal                   | Hirschdenkmal                |
| Thyrahöhe in Parkanlage aufgestellt (Karte) | Gedenkstein                  | | 094 30468          | Kleindenkmal                 | BW                           |
| Thyrahöhe 15, 15a, 15b (Karte) | Villa Thyrahöhe 15, 15a, 15b | 1900 bis 1904 gebaute, repräsentativ gestaltete Villa                                                                 | 094 30465          | Baudenkmal                   | Villa Thyrahöhe 15, 15a, 15b |
| Thyrahöhe 24, 24a (Karte) | Hotel                        | Hotel „Waldblick“ | 094 30466          | Baudenkmal                   | BW                           |
| Thyrahöhe 26 (Karte) | Villa                        | | 094 30467          | Baudenkmal                   | BW                           |
| Thyratal (Karte) | Brücke                       | | 094 30470          | Baudenkmal                   | BW                           |
| Thyratal ca. 2 km südlich der Ortslage im Thyratal (Karte) | Kunstteich                   | Karlsteich | 094 30469          | Baudenkmal                   | BW                           |
| Thyratal | Denkmal                      | Denkmal Im Jahr 2023 in das Denkmalverzeichnis eingetragen.                                                           | 094 18964          | Baudenkmal                   |                              |
| Thyratal 3 (Karte) | Wohnhaus                     | Wohnhaus | 094 30472          | Baudenkmal                   | BW                           |
| Thyratal 5 (Karte) | Forsthof                     | Forsthof aus der Mitte des 19. Jahrhunderts                                                                           | 094 30473          | Baudenkmal                   | Forsthof                     |
| Thyratal 11 (Karte) | Mühle                        | | 094 30464          | Baudenkmal                   | BW                           |
| Töpfergasse 1 (Karte) | Wohnhaus                     | | 094 30451          | Baudenkmal                   | Wohnhaus                     |
| Töpfergasse 3 (Karte) | Wohnhaus                     | | 094 30452          | Baudenkmal                   | Wohnhaus                     |
| Töpfergasse 5 (Karte) | Wohnhaus                     | | 094 30453          | Baudenkmal                   | Wohnhaus                     |
| Töpfergasse 7 (Karte) | Wohnhaus                     | | 094 30454          | Baudenkmal                   | Wohnhaus                     |
| Töpfergasse 21 (Karte) | Wohnhaus                     | | 094 30474          | Baudenkmal                   | Wohnhaus                     |
| Töpfergasse 33 (Karte) | Wohnhaus                     | | 094 30617          | Baudenkmal                   | Wohnhaus                     |

### Uftrungen
| Lage                                                                                       | Bezeichnung                   | Beschreibung                                                                                    | Erfassungs- nummer | Ausweisungsart | Bild                          |
| ------------------------------------------------------------------------------------------ | ----------------------------- | ----------------------------------------------------------------------------------------------- | ------------------ | -------------- | ----------------------------- |
| im Siebengemeindewald zwischen Schwenda und Uftrungen (Karte)                              | Forsthaus                     | Waldhaus                                                                                        | 094 83939          | Baudenkmal     | Forsthaus                     |
| in der Gipshöhle Heimkehle, im „Kleinen Dom“ (Karte)                                       | Gedenkstätte in der Heimkehle | Gedenkstätte Mahnmal für die Opfer der nationalsozialistischen Gewaltherrschaft, 1974 gestaltet | 094 84525          | Baudenkmal     | Gedenkstätte in der Heimkehle |
| in der Wüstung Bernecke, ca. 1,5 km südlich der Ortslage (Karte)                           | Kirche St. Andreas            | Kirche                                                                                          | 094 84527          | Baudenkmal     | Weitere Bilder                |
| ca. 2 km südlich der Ortslage an der Thyra (Karte)                                         | Mühle                         | Untermühle                                                                                      | 094 84523          | Baudenkmal     | BW                            |
| im Siebengemeindewald zwischen Schwenda und Uftrungen (Karte)                              | Gedenkstätte                  | sogenanntes Maus-Denkmal                                                                        | 094 83940          | Kleindenkmal   | Gedenkstätte                  |
| im Siebengemeindewald zwischen Schwenda und Uftrungen (Karte)                              | Gedenkstätte                  |                                                                                                 | 094 83941          | Kleindenkmal   | Gedenkstätte                  |
| ca. 1 km nordwestlich der Ortslage in freier Feldflur (Karte)                              | Gedenkstein                   |                                                                                                 | 094 84524          | Kleindenkmal   | Gedenkstein                   |
| auf der Anhöhe westlich der Thyra, zwischen Heimkehle und Ortslage Uftrungen (Schabeleite) | Grenzstein                    |                                                                                                 | 094 84526          | Kleindenkmal   |                               |
| Am Wasser 3 (Karte)                                                                        | Bauernhof                     |                                                                                                 | 094 84512          | Baudenkmal     | BW                            |
| An der Kirche (Karte)                                                                      | Gutshof                       | großes Gelände mit mehreren Gebäuden                                                            | 094 84517          | Baudenkmal     | Gutshof                       |
| An der Kirche (Karte)                                                                      | Sankt-Andreas-Kirche          | Kirche                                                                                          | 094 84513          | Baudenkmal     | Weitere Bilder                |
| An der Kirche 1 (Karte)                                                                    | Wohnhaus                      |                                                                                                 | 094 98683          | Baudenkmal     | BW                            |
| An der Kirche 6 (Karte)                                                                    | Wohnhaus                      | Haus am Hasselbach                                                                              | 094 84515          | Baudenkmal     | BW                            |
| An der Kirche 8 (Karte)                                                                    | Wohnhaus                      | Ecke Vollbrechtstraße                                                                           | 094 84516          | Baudenkmal     | BW                            |
| Hauptstraße 30, 31 (Karte)                                                                 | Häusergruppe                  |                                                                                                 | 094 84518          | Denkmalbereich | BW                            |
| Hauptstraße 33 (Karte)                                                                     | Wohnhaus                      |                                                                                                 | 094 84519          | Baudenkmal     | BW                            |
| Pfarrgasse 8 (Karte)                                                                       | Pfarrhaus                     |                                                                                                 | 094 84521          | Baudenkmal     | BW                            |
| Schluftstraße 2 (Karte)                                                                    | Wohnhaus                      |                                                                                                 | 094 84520          | Baudenkmal     | BW                            |
| Volbrechtstraße 18 (Karte)                                                                 | Wohnhaus                      |                                                                                                 | 094 84522          | Baudenkmal     | BW                            |

### Wickerode
| Lage                                                             | Bezeichnung           | Beschreibung                         | Erfassungs- nummer | Ausweisungsart | Bild           |
| ---------------------------------------------------------------- | --------------------- | ------------------------------------ | ------------------ | -------------- | -------------- |
| In der Gasse 61 (Karte)                                          | Bauernhof             | Am Armsberg 61                       | 094 81703          | Baudenkmal     | BW             |
| Pfarrplatz 46 (Karte)                                            | Wohnhaus              | An der Nasse 46                      | 094 81704          | Baudenkmal     | BW             |
| Pfarrplatz 46, 47,56,78 (Karte)                                  | Platz                 | An der Nasse                         | 094 81545          | Denkmalbereich | BW             |
| Pfarrplatz 47 (Karte)                                            | Wohnhaus              | An der Nasse 47                      | 094 81705          | Baudenkmal     | BW             |
| Schulplatz 9 (Karte)                                             | Schule                | „Fünf Linden“, Wickeröder Landstraße | 094 81706          | Baudenkmal     | BW             |
| Straße nach Bennungen 6 (Karte)                                  | Bauernhof             | Untermühle                           | 094 81707          | Baudenkmal     | BW             |
| Straße nach Questenberg (Karte)                                  | Gutshaus              |                                      | 094 81709          | Baudenkmal     | BW             |
| Straße nach Questenberg (Karte)                                  | Kirche St. Trinitatis |                                      | 094 81708          | Baudenkmal     | Weitere Bilder |
| Straße nach Questenberg 22 (Karte)                               | Mühle                 | Ölmühle                              | 094 81710          | Baudenkmal     | BW             |
| Straße nach Questenberg 12, 12a, 14, 16a, 17, 18, 19, 21 (Karte) | Straßenzeile          |                                      | 094 81546          | Denkmalbereich | Straßenzeile   |
| x 61                                                             | Bäckerei              |                                      | 094 81019          | Baudenkmal     |                |

## Ehemalige Kulturdenkmale nach Ortsteilen
Die nachfolgenden Objekte waren ursprünglich ebenfalls denkmalgeschützt oder wurden in der Literatur als Kulturdenkmale geführt. Die Denkmale bestehen heute jedoch nicht mehr, ihre Unterschutzstellung wurde aufgehoben oder sie werden nicht mehr als Denkmale betrachtet.

### Bennungen
| Lage                     | Bezeichnung | Beschreibung | Erfassungs- nummer | Ausweisungsart | Bild |
| ------------------------ | ----------- | --- | ------------------ | -------------- | ---- |
| Brauhausgasse 24 (Karte) | Bauernhof   | großes Gehöft mit zweigeschossigem Wohnhaus aus der Zeit um 1800, mit Genehmigung im Jahr 2016 abgerissen, 2017 erfolgte die Austragung aus dem Denkmalverzeichnis | 094 83381          | Baudenkmal     | BW   |

### Breitungen
| Lage                           | Bezeichnung | Beschreibung                                                  | Erfassungs- nummer | Ausweisungsart | Bild |
| ------------------------------ | ----------- | ------------------------------------------------------------- | ------------------ | -------------- | ---- |
| Breitunger Oberdorf 10 (Karte) | Pfarrhaus   | Pfarrhaus Im Jahr 2021 aus dem Denkmalverzeichnis gestrichen. | 094 83368          | Baudenkmal     | BW   |

### Dittichenrode
| Lage                           | Bezeichnung  | Beschreibung | Erfassungs- nummer | Ausweisungsart | Bild |
| ------------------------------ | ------------ | --- | ------------------ | -------------- | ---- |
| Dorfstraße 21 (Karte)          | Bauernhof    | Bauernhof, nach einer Genehmigung abgerissen und im Jahr 2016 aus dem Denkmalverzeichnis ausgetragen.                                                          | 094 30614          | Baudenkmal     | BW   |
| Dorfstraße 21,22,23,24 (Karte) | Straßenzeile | Straßenzeile, mit dem Abbruch der Gebäude Dorfstraße 21 und 22 ging der Denkmalwert verloren. Die Austragung aus dem Denkmalverzeichnis erfolgte im Jahr 2016. | 094 81698          | Denkmalbereich | BW   |

### Hayn (Harz)
| Lage                                                                                               | Bezeichnung | Beschreibung                                                     | Erfassungs- nummer | Ausweisungsart | Bild |
| -------------------------------------------------------------------------------------------------- | ----------- | ---------------------------------------------------------------- | ------------------ | -------------- | ---- |
| Wippertal, nordöstlich von Hayn, völlig einsam im Wippertal, circa ein km östlich der Marktalmühle | Neue Mühle  | Mühle, nach Abbruch 2019 aus dem Denkmalverzeichnis ausgetragen. | 094 45060          | Baudenkmal     |      |

### Kleinleinungen
| Lage                                      | Bezeichnung | Beschreibung | Erfassungs- nummer | Ausweisungsart | Bild |
| ----------------------------------------- | ----------- | --- | ------------------ | -------------- | ---- |
| Am Ring 8 (ehemals Dorfstraße 18) (Karte) | Bauernhof   | Bauernhof vermutlich aus der zweiten Hälfte des 18. Jahrhunderts, Abriss nach Anordnung eines Sicherungsabbruchs, 2017 aus dem Denkmalverzeichnis gelöscht | 094 81691          | Baudenkmal     | BW   |

### Rottleberode
| Lage                   | Bezeichnung | Beschreibung                | Erfassungs- nummer | Ausweisungsart | Bild   |
| ---------------------- | ----------- | --------------------------- | ------------------ | -------------- | ------ |
| Bahnhofstraße (Karte)  | Brücke      | Thyrabrücke                 | 094 83186          |                | Brücke |
| Hauptstraße 42 (Karte) | Gaststätte  | „Kieling“, Teilabriss (?)   | 094 84745          |                | BW     |
| Hauptstraße 50 (Karte) | Gasthof     | „Post“, nicht mehr existent | 094 84744          |                | BW     |

### Roßla
| Lage                        | Bezeichnung | Beschreibung | Erfassungs- nummer | Ausweisungsart | Bild   |
| --------------------------- | ----------- | --- | ------------------ | -------------- | ------ |
| Hallesche Straße 69 (Karte) | Fabrik      | Fabrik, im Ergebnis einer Vielzahl ungenehmigter Veränderungen ging die Denkmaleigenschaft verloren. Die Fabrik wurde daher im Jahr 2015 aus dem Denkmalverzeichnis ausgetragen. | 094 83114          | Baudenkmal     | Fabrik |

## Legende
In den Spalten befinden sich folgende Informationen:
- Lage: Nennt den Straßennamen und wenn vorhanden die Hausnummer des Kulturdenkmals. Die Grundsortierung der Liste erfolgt nach dieser Adresse. Der Link „Karte“ führt zu verschiedenen Kartendarstellungen und nennt die geographischen Koordinaten.
Link zu einem Kartenansichtstool, um Koordinaten zu setzen. In der Kartenansicht sind Baudenkmale ohne Koordinaten mit einem roten bzw. orangen Marker dargestellt und können in der Karte gesetzt werden. Baudenkmale ohne Bild sind mit einem blauen bzw. roten Marker gekennzeichnet, Baudenkmale mit Bild mit einem grünen bzw. orangen Marker.
- Offizielle Bezeichnung: Nennt den Namen, die Bezeichnung oder zumindest die Art des Kulturdenkmals und verlinkt, soweit vorhanden, auf den Artikel zum Objekt.
- Beschreibung: Nennt bauliche und geschichtliche Einzelheiten des Kulturdenkmals, vorzugsweise die Denkmaleigenschaften.
- Erfassungsnummer: Für jedes Kulturdenkmal wird in Sachsen-Anhalt eine 20stellige Erfassungsnummer vergeben. Die letzten zwölf Ziffern werden für die Untergliederung nach Teilobjekten genutzt und werden nur angegeben, soweit vergeben. In dieser Spalte kann sich folgendes Icon  befinden, dies führt zu Angaben zu diesem Baudenkmal bei Wikidata.
- Ausweisungsart: Die Einordnung des Denkmales nach § 2 Abs. 2 DenkmSchG LSA
- Bild: Ein Bild des Denkmales, und gegebenenfalls einen Link zu weiteren Fotos des Kulturdenkmals im Medienarchiv Wikimedia Commons. Wenn man auf das Kamerasymbol klickt, können Fotos zu Kulturdenkmalen aus dieser Liste hochgeladen werden: